# تماس (فیلم ۲۰۱۳)
تماس (به انگلیسی: The Call) فیلمی جنایی و مهیج محصول سال ۲۰۱۳ به کارگردانی برد اندرسون است. در این فیلم بازیگرانی همچون هلی بری، ابیگیل برسلین، موریس چسنات، مایکل اکلند، مایکل امپریولی و دیوید اتانگا ایفای نقش کرده‌اند.

## خلاصه داستان
جوردن ترنر (هلی بری) در مرکز ۹۱۱ کار می‌کند و مسئول ثبت تماس‌ها و درخواست کمک از پلیس است در یک روز دختری به نام لئا تمپلتون با این مرکز تماس می‌گیرد و می‌گوید مردی می‌خواهد به زور وارد خانه شود او به نیروهای گشتی خبر می‌دهد ولی آن‌ها که در مأموریتی دیگر هستند می‌گویند نمی‌توانند به سرعت به محل بروند جوردن به او راهنمایی می‌کند تا خود را پنهان کند و دختر همین کار را می‌کند مرد که فکر می‌کند دختر فرار کرده به سمت خروج از خانه می‌رود اما در همین لحظه تماس قطع می‌شود و جردن دوباره شماره را می‌گیرد با شنیدن صدا مرد متوجه حضور دختر می‌شود و در لحظه قطع کردن تلفن جردن به مرد می‌گوید پلیس‌ها نزدیک محل هستند و از او می‌خواهد این کار را انجام ندهد اما مرد می‌گوید من همین الان این کار را کردم.
آن مرد او را می‌رباید و پس از مدتی جسد دختر پیدا می‌شود جردن از کار کنار می‌رود و فقط مسئول آموزش می‌شود اما پس از ۶ ماه یک تماس دوباره با این مرکز گرفته می‌شود ودختری به نام کیسی ویلسون(ابیگیل برسلین) می‌گوید دزدیده شده و از پلیس کمک می‌خواهد مسئول جوابگویی که گیج شده از جردن می‌خواهد تا پشت خط برود و کمک کند جردن موفق می‌شود تماس خود را با دختر ادامه دهد پس از یک تعقیب و گریز طولانی آن مرد دو نفر دیگر را هم که متوجه آدم‌ربایی او شده بودند را می‌کشد.
یکی آلن دنادو (مایکل امپریولی) که ماشین او را برمی‌دارد و می‌کشد و ماشین خودش را که مشخص شده بود. را در محل جا می‌گذارد و دیگری مسئول پمپ بنزین اما در محلی که ماشین خود را با ماشین دنادو عوض کرده از روی یک شیشه که مواد بیهوشی داشت هویت او را می‌فهمند او مایکل فاستر(مایکل اکلند) نام دارد پس به خانه او می‌روند و متوجه می‌شوند او یک کلبه قدیمی دارد و این دختر ربوده شده به خواهر مایکل فاستر شباهت دارد.
آنها از روی عکس محل را می‌یابند ولی مایکل آنجا نیست جردن(هلی بری) که متوجه شده مایکل فاستر قاتل لئا تمپلتون نیز هست تصمیم می‌گیرد تا خودش به محل برود او در آنجا متوجه می‌شود مخفیگاه مایکل آن کلبه قدیمی نیست بلکه در نزدیکی همان محل و زیر زمین جا دارد او مایکل را می‌بیند که می‌خواهد پوست سر دختر را از سرش جدا کند دلیل این کار او این است که خواهرش را که بسیار دوست داشته و با رابطه‌ای عاشقانه داشته در اثر سرطان از دست داده بوده و در پاان عمر همه موهایش ریخته بوده‌است برای همین موهای گروگان‌ها را همراه با پوست سرشان جدا می‌کند تا مو از بین نرود و تازه بماند.
پس از ناکامی پلیس در پیدا کردن کیسی جردن (هلی بری) موفق به پیدا کردن محلی می‌شود که کیسی در آنجا نگهداری می‌شود جردن موفق به نجات کیسی می‌شود اما با پیشنهاد کیسی(ابیگیل برسلین) تصمیم می‌گیرند تا با پلیس خبر ندهند و او را در همان زیر زمین زندانی کنند تا همان‌جا بمیرد آن‌ها دست‌های مایکل را می‌بندند و در پاسخ به مایکل که می‌خواهد آن‌ها این کار را نکنند، جردن جوابی که خود مایکل دو بار قبل به او داده بود را می‌دهد و می‌گوید من الان این کار را کردم.

## بازیگران
- هلی بری در نقش جوردن ترنر
- ابیگیل برسلین در نقش کیسی ویلسون
- موریس چسنات در نقش پل فیلیپس
- مایکل اکلند در نقش مایکل فاستر
- مایکل امپریولی در نقش آلن دنادو
- دیوید اتانگا در نقش جیک دیوانس
- تارا پلت در نقش کارآموز